# Heteropsomys
Heteropsomys is een uitgestorven geslacht van zoogdieren uit de familie van de stekelratten (Echimyidae). De wetenschappelijke naam van het geslacht werd in 1916 gepubliceerd door Harold Elmer Anthony.

## Soorten
Er worden 2 soorten in dit geslacht geplaatst:
- † Heteropsomys antillensis (Anthony, 1917)
- † Heteropsomys insulans Anthony, 1916